# II. Magnus svéd király
II. Magnus Henriksson (1130 – 1161) svéd király 1160-tól haláláig.

## Élete
Henrik Skatelår (†1134) fiaként (Svend Svensson unokájaként és II. Svend dán király dédunokájaként) született, édesanyja Svédországi Ingrid, I. Inge unokája. 1160-ban megtámadta és megölette IX. Eriket, és maga lett Svédország királya, de a következő vereséget szenvedett Karl Sverkersson embereitől és elesett az örebroi csatában.

## Gyermekei
Magnus felesége Brigitta (1131 – 1209), IV. Harald norvég király leánya volt, gyermekük nem született.

## Fordítás
- Ez a szócikk részben vagy egészben  a   Magnus II of Sweden című angol Wikipédia-szócikk fordításán alapul.  Az eredeti cikk szerkesztőit annak laptörténete sorolja fel. Ez a jelzés csupán a megfogalmazás eredetét és a szerzői jogokat jelzi, nem szolgál a cikkben szereplő információk forrásmegjelöléseként.

## Külső hivatkozások
- Bengans historiasidor (svéd nyelven). Wadbring.com